# Calconiscellus gottscheensis
Calconiscellus gottscheensis är en kräftdjursart som beskrevs av Karl Wilhelm Verhoeff 1927. Calconiscellus gottscheensis ingår i släktet Calconiscellus och familjen Trichoniscidae. Inga underarter finns listade i Catalogue of Life.